# Gia Cát Du
Gia Cát Du (giản thể: 诸葛攸; phồn thể: 諸葛攸; bính âm: Zhūgé Yōu; ? – ?) là quan viên, tướng lĩnh nhà Đông Tấn trong lịch sử Trung Quốc.

## Cuộc đời
Không rõ quê quán và thân thế của Gia Cát Du. Căn cứ tên gọi thì có khả năng Gia Cát Du là người thuộc gia tộc Gia Cát huyện Dương Đô, quận Lang Gia, Từ Châu.
Năm 355, Trấn Bắc tướng quân Đoàn Kham ở Thanh Châu chỉ trích việc vua Tiền Yên Mộ Dung Tuấn phản Tấn xưng đế. Mộ Dung Tuấn tức giận, cho quân đánh Thanh Châu, Đoàn Kham thua trận phải rút về Quảng Cố cầu viện triều đình Đông Tấn. Triều đình phái Thứ sử Từ Châu Tuân Tiện dẫn quân đến cứu. Quân Tấn đi đến quận Lang Gia thì không dám tiến quân do sợ hãi quân Yên. Tuân Tiện bèn chuyển hướng sang Dương Đô, chém tướng Yên là Vương Đằng. Tháng 11 (âl) năm 356, Tuân Tiện nghe tin Đoàn Kham thua trận, lưu tướng quân Gia Cát Du, Thái thú Cao Bình Lưu Trang đóng quân bảo vệ Lang Gia, Tòng quân Đới Độn (戴𨔵) bảo vệ Thái Sơn, còn bản thân quay về đánh Biện Thành, chém tướng Yên là Mộ Dung Lan (慕容蘭).
Tháng 10 (âl) năm 358, Gia Cát Du lúc này là Thái thú Thái Sơn, chỉ huy quân Tấn bắc phạt, tấn công Đông quận của Tiền Yên. Quân Tấn tiến vào Vũ Dương, bị Đại tư mã Tiền Yên là Mộ Dung Khác dẫn Thượng thư lệnh Dương Vụ, Lạc An vương Mộ Dung Tang đánh bại. Gia Cát Du thua chạy, quân Tiền Yên chiếm đóng Thái Sơn, nhân đà thắng lợi tiến vào Hà Nam, chiếm các quận Nhữ, Dĩnh, Tiếu, Bái. Không lâu sau, Tuân Tiện dẫn quân đánh Thái Sơn, chém Thái thú của Tiền Yên là Giả Kiên, Gia Cát Du tiếp tục làm Thái thú Thái Sơn.
Tháng 10 (âl) năm 359, Gia Cát Du một lần phát động bắc phạt đánh Tiền Yên, dẫn hai vạn (Tấn thư chép là ba vạn) quân thủy bộ từ Thạch Môn đến đóng quân ở bến Hoàng Hà. Bộ tướng của Du là Khuông Siêu (匡超) dựa theo địa thế tuần tra, Tiêu Quán (蕭館) đóng đồn ở Tân Sách, lại phái Đốc hộ Từ Quýnh (徐冏) cầm ba nghìn thuyền nhẹ tuẫn tiễu để tăng thanh thế. Mộ Dung Tuấn phái Thượng Dung vương Mộ Dung Bình, Thái thú Trường Lạc Phó Nhan (傅顏) cầm năm vạn kỵ binh đến đánh. Hai quân giao chiến tại Đông A, Gia Cát Du thua lớn bỏ chạy. Phó Nhan dẫn hai vạn kỵ đuổi theo thị uy, đến sông Hoài mới rút về.
Năm 366, vua Tiền Yên là Mộ Dung Vĩ phái Phủ quân Mộ Dung Lệ đánh Gia Cát Du. Gia Cát Du thua chạy về Hoài Nam, các quận Duyện Châu đều mất vào tay Tiền Yên. Từ đây không còn ghi chép gì về Gia Cát Du.